# Mame Biram Diouf
Mame Biram Diouf (født d. 16. december 1987) er en senegalesisk professionel fodboldspiller, som spiller for den tyrkiske Süper Lig-klub Hatayspor.

## Klubkarriere

### Jaraaf og Molde
Diouf begyndte karrieren i hjemlandet med ASC Jaraaf.
Efter at have haft en succesful prøvetræning med norske Molde, skiftede han til klubben i januar 2007.

### Manchester United
Diouf imponerede meget i sin to første sæsoner i Molde, og i juli 2009 blev han købt af Manchester United. Han blev lånt tilbage til Molde for resten af 2009 sæsonen.

#### Lån til Blackburn Rovers
Diouf blev i august 2010 udlånt til Blackburn Rovers.

### Hannover 96
Efter at det ikke havde lykkedes Diouf at finde fast spilletid hos United, skiftede han i januar 2012 til Hannover 96.
Diouf imponerede fra start i Tyskland, og scorede 10 mål i sine første 15 kampe for klubben.

### Stoke City
Diouf skiftede i juni 2014 til Stoke City efter hans kontrakt med Hannover var udløbet.
Diouf kom godt fra start i Stoke, men efter hans mors død i september 2015, begyndte han at spille dårligere. I denne periode blev han i store dele af sæsonen ændret fra at være angriber til at være kantspiller, og han begyndte endda også at spille som højre back.
Diouf blev hos Stoke i alt 6 år, og forlod ved kontraktudløb i juli 2020.

### Hatayspor
Diouf skiftede til Hatayspor i august 2020.

## Landsholdskarriere
Diouf gjorde sin debut for Senegals landshold den 12. august 2009.
Diouf var del af Senegals trup til Africa Cup of Nations 2015, Africa Cup of Nations 2017 og VM 2018.